# 1060 Magnolia
Magnolia (asteroide 1060) é um asteroide da cintura principal, a 1,7867825 UA. Possui uma excentricidade de 0,2016129 e um período orbital de 1 222,88 dias (3,35 anos).
Magnolia tem uma velocidade orbital média de 19,90965113 km/s e uma inclinação de 5,92208º.
Esse asteroide foi descoberto em 13 de Agosto de 1925 por Karl Reinmuth.